# Megasema nivescens
Megasema nivescens là một loài bướm đêm trong họ Noctuidae.